# Bùi Ý
Bùi Ý (1923 - 1989) là một nhà giáo, nhà nghiên cứu ngôn ngữ, nhà biên dịch Việt Nam. Ông là tác giả của nhiều cuốn từ điển Anh-Việt, Việt-Anh và sách dạy học tiếng Anh.

## Tiểu sử
Ông sinh tại huyện Ý Yên, tỉnh Nam Định, trong một gia đình danh gia vọng tộc, ông là con thứ năm trong một gia đình có bảy anh chị em. Lúc đó, cha ông, cụ Bùi Đống, đang giữ chức tri huyện Ý Yên. Bùi Đống đặt tên con để ghi lại một kỉ niệm huyện Ý Yên trong quãng đời hoạn lộ của mình.
Ông bắt đầu cuộc đời dạy học rất sớm khi ông mới ngoài 20 tuổi. Hơn bốn mươi năm giảng dạy ông đã đào tạo được nhiều thế hệ học trò, nhiều người đã trở thành những nhà khoa học nổi tiếng, những nhà nghiên cứu đầu ngành về tiếng Anh, những thầy giáo giỏi về ngôn ngữ này như Phó tiến sĩ văn học Nguyễn Thế Hùng.
- 1944-1946: Học tại Hà Nội. Có passport (hộ chiếu) đi học ở Anh nhưng vì chiến tranh không đi được[cần dẫn nguồn].
- 1947-1948: Tản cư về Đống Năm, huyện Thái Ninh, tỉnh Thái Bình. Dạy tiếng Anh ở trường Quang Trung do ông Hà Hoàng Châu làm hiệu trưởng.
- 9-11-1948: Lấy vợ là bà Hoàng Thị Tú, quê ở Đức Thọ, Hà Tĩnh. Về Vĩnh Trụ ở với bố mẹ đẻ
- 1948-1950: Trở lại sinh sống và dạy học ở Đống Năm.
- 1950: Pháp tấn công Đống Năm, nhà cửa tài sản bị cháy hết. Bỏ Đống Năm chạy về quê ngoại của vợ. Cuối năm hồi cư về Hà Nội. Nhận dạy lớp tư.
- 1951-1953: Mở trường Phan Chu Trinh, làm hiệu trưởng.
- 1952: Mở lớp dạy ở số 3 Vũ Lợi.
- 1955-1956: Dạy tiếng Anh ở trường Nguyễn Trãi.
- Từ cuối 1963: Biệt phái sang Uỷ ban khoa học xã hội làm giáo trình giảng dạy tiếng Anh và soạn Từ điển Anh-Việt.
- 1975-1989: Dạy nhiều lớp tiếng Anh (Hội nhà báo Hà Nội, Uỷ ban khoa học xã hội, Uỷ ban khoa học Nhà nước, thư viện quốc gia, cố vấn tiếng Anh của Bộ Ngoại giao Việt Nam).
- 1977: Từ điển Anh-Việt xuất bản bởi (Uỷ ban khoa học xã hội).
- 1989: Ngày 7 tháng 9 vẫn còn soạn, biên tập lại Từ điển Anh Việt học sinh.
- Mất ngày 15 tháng 9 năm 1989 [2]

## Công trình nghiên cứu
- Ông tham gia biên soạn và hiệu đính cuốn Từ điển Anh-Việt dày 1959 trang do Nhà xuất bản Khoa học Xã hội, Hà Nội, xuất bản lần thứ nhất năm 1975, lần thứ hai năm 1985. Đây là cuốn từ điển Anh-Việt cỡ lớn với số lượng từ là 65.000 từ được in lần đầu tiên ở miền Bắc. Ngoài cuốn từ điển Anh-Việt lớn, ông còn cùng ông Đặng Chấn Liêu làm chung cuốn Từ điển Anh Việt (Nhà xuất bản Giáo dục, 1976).
- Ông là dịch giả của một số tác phẩm văn học Anh của đại văn hào Shakespeare. Phải kể đến trong số đó là Romeo and Juliet (Romeo và Juliet), Othello (Ôtenlô), Coriolanus (Côriôlan), Hamlet, Macbeth (Macbet) (Nhà xuất bản Văn học, 1972 & Nhà xuất bản Văn Hoá-1993, dịch cùng người cháu ruột là Bùi Phụng).
- Ngoài ra, ông còn dịch các tác phẩm khác như: Martin Eden (Martin Iđơn) của Jack London (Nhà xuất bản Văn học, Hà Nội - 1986), Godaan (Gôđan) của Munshi Premchand, The Apple Cart (Chiếc xe táo) kịch của George Bernard Shaw, v.v.; giảng thơ của William Wordsworth, John Keats, Mary Shelley, Lord Byron, John Galsworthy...
- Một số nhà xuất bản nhờ ông hiệu đính một số từ điển chuyên ngành như Từ điển thành ngữ Anh-Việt và cụm từ KHKT (Lã Thành biên soạn, Bùi Ý hiệu đính, Nhà xuất bản Khoa học kỹ thuật, 1988), từ điển bỏ túi Anh-Việt, v.v. Bởi một lẽ "có ông đứng tên người dùng vững dạ"[2].